# 行悟
行悟（ぎょうご、天授3年/永和3年（1377年） - 応永13年2月12日（1406年3月2日））は、南北朝時代から室町時代にかけての南朝の皇族・天台宗僧。長慶天皇の皇子で、母は西園寺公重の娘・藤原氏である。南朝系図や『華頂要略』が後亀山天皇の皇子とするのは誤り。権僧正・円満院門跡。後円満院（宮）と号する。
南北朝合一後、明徳3年（1392年）12月に16歳で円満院に入室し、定助僧正を戒師として落飾する。応永5年（1398年）3月権僧正･一身阿闍梨に補任され、4月千光眼寺にて房淳権僧正から伝法灌頂を受けた。後に園城寺長吏・四天王寺別当などを務めたとされるが、同13年（1406年）2月12日戌刻に入寂した。享年30。